# Shocked
Singles de Kylie Minogue
What Do I Have to Do
(1991) Word Is Out
(1991)
Clip vidéo
[vidéo] « Shocked », sur YouTube
Shocked est une chanson de l'actrice et chanteuse australienne Kylie Minogue incluse dans son troisième album studio, intitulé Rhythm of Love et sorti au Royaume-Uni le 12 novembre 1990.
Le 20 mai 1991, environ six mois et demi après la sortie de l'album, la chanson a été publiée en single. C'était le quatrième et dernier single tiré de cet album (après Better the Devil You Know, Step Back in Time et What Do I Have to Do).
Le single a atteint la 6e place du hit-parade britannique.

## Composition
La chanson est écrite et produite par Mike Stock, Matt Aitken et Pete Waterman.